# Джордж Ийдс
Джордж Колман Ийдс III (на английски: George Coleman Eads III) (роден на 1 март 1967 г.) е американски актьор, известен с ролята си на Ник Стоукс в сериала „От местопрестъплението“.

## Личен живот
През 2011 г. Ийдс се жени за Моника Кейси. През януари 2014 г. е обявено, че тя е бременна с първото им дете. Развеждат се през 2015 г.